# Lista de cruzadores da Áustria-Hungria

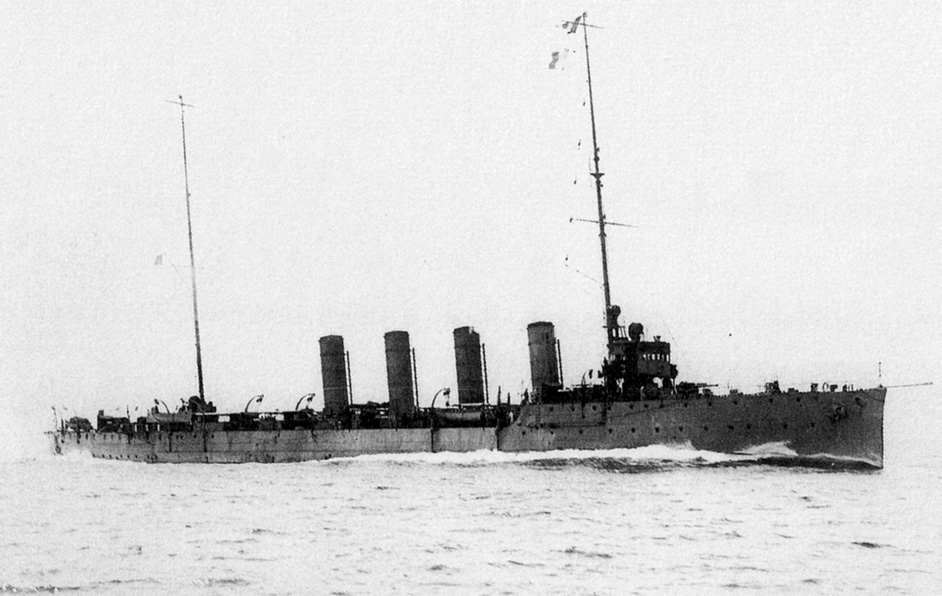
O SMS Saida c. 1914, um dos últimos cruzadores construídos para a Marinha Austro-Húngara

A Marinha Austro-Húngara construiu uma série de cruzadores de diferentes tipos entre as décadas de 1870 e 1910. As primeiras embarcações encomendadas e construídas foram os três cruzadores torpedeiros da Classe Zara seguidos logo em seguida pelo SMS Lussin, porém todos tiveram um desempenho abaixo do esperado e passaram a maior parte de suas carreiras na reserva. As próximas embarcações da Classe Panther foram encomendadas no Reino Unido para que os austro-húngaros pudessem supervisionar o projeto e ganhar experiência, o que levou ao desenvolvimento doméstico do SMS Tiger. Estes navios foram muito mais bem sucedidos que seus predecessores e serviram ativamente por vários anos.
Os austro-húngaros em seguida passaram a construir cruzadores protegidos, começando com os dois navios da Classe Kaiser Franz Joseph I, projetados em resposta a cruzadores similares sendo construídos pela Marinha Real Italiana, e sendo sucedidos uma década depois pela Classe Zenta, que foram pensados para serem menores e atuarem na escolta de couraçados. Entretanto, esses navios não foram capazes de desempenhar suas funções planejadas e rapidamente caíram em obsolescência. Seus sucessores foram três cruzadores blindados encomendados para desempenharem muitas das mesmas funções que couraçados; o primeiro foi o SMS Kaiserin und Königin Maria Theresia, que formou a base para o SMS Kaiser Karl VI e o SMS Sankt Georg. Eles serviram junto com os principais componentes da frota, participando do Levante dos Boxers e da Primeira Guerra Mundial.
A Marinha Austro-Húngara passou a construir cruzadores de reconhecimento no início da década de 1900. O primeiro foi o SMS Admiral Spaun, que tinha a intenção de ser um navio veloz capaz de realizar reconhecimento e missões de ataques rápidos. Seu projeto foi muito bem avaliado e serviu de base para os três cruzadores da sucessora Classe Novara. As novas turbinas a vapor do Admiral Spaun mostraram-se pouco confiáveis, o que reduziu muito a atividade do cruzador durante a Primeira Guerra Mundial, porém mesmo assim participou de algumas operações como o Bombardeio de Ancona. Os navios da Classe Novara, por outro lado, foram muito bem sucedidos e participaram de diversos ataques contra forças inimigas no Mar Adriático. Por fim, com as tensões internacionais aumentando na década de 1910, os austro-húngaros planejaram uma classe de cruzadores rápidos para substituir a antiga Classe Zenta, porém o início da Primeira Guerra Mundial pouco depois de sua autorização impediu que fossem construídos.
| Armas principais | Número e tamanho dos canhões da bateria principal         |
| Deslocamento     | Deslocamento do navio totalmente carregado                |
| Propulsão        | Número e tipo do sistema de propulsão e velocidade máxima |
| Batimento        | Data em que o batimento de quilha ocorreu                 |
| Lançamento       | Data em que o navio foi lançado ao mar                    |
| Comissionamento  | Data em que o navio foi comissionado em serviço           |
| Destino          | Fim que o navio teve                                      |

## Cruzadores torpedeiros

### ClasseZara

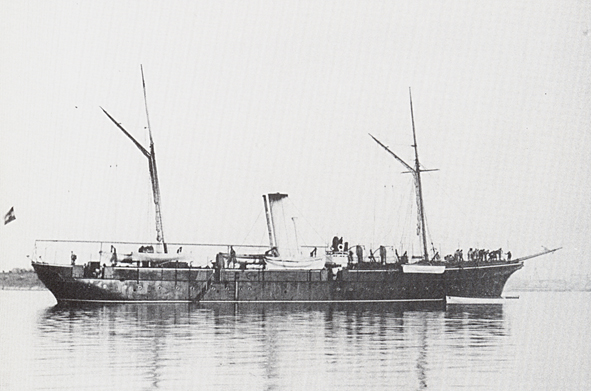
O SMS Zara em 1884

A Marinha Austro-Húngara não conseguiu obter financiamento para novos ironclads no final da década de 1870, assim, para fortalecer a frota, teve que desenvolver cruzadores torpedeiros mais baratos armados com um novo tipo de torpedo desenvolvido na Áustria-Hungria na década anterior. A equipe considerou diferentes projetos, desde embarcações grandes, bem protegidas e com canhões grandes, até navios pequenos armados apenas com os torpedos. Foi decidido construir cruzadores pequenos modelados no aviso alemão SMS Zieten, que tinha sido um sucesso para a Marinha Imperial Alemã. Esses navios atuariam como batedores e líderes de flotilha para os barcos torpedeiros. O projeto resultante não atendeu às expectativas, principalmente por uma velocidade máxima baixa.
Os membros da Classe Zara tiveram atuações bem limitadas, pois sua baixa velocidade os impedia de serem usados nas funções que tinham sido projetados. Em vez disso, passaram a maior parte de sua existência na reserva, reativados apenas periodicamente para exercícios. A única grande operação em que qualquer um dels participou foi em 1898 durante a Revolta de Creta, quando o SMS Sebenico foi enviado para reforçar um bloqueio da ilha de Creta como parte de uma esquadra internacional. As embarcações foram usadas como navios de treinamento até o começo da Primeira Guerra Mundial em 1914, quando se tornaram navios de guarda portuários. Não entraram em combate durante o conflito, porém o SMS Zara foi seriamente danificado por uma mina naval em 1917. Os três cruzadores foram entregues a Itália como prêmios de guerra e desmontados.
| Navio        | Armas principais | Deslocamento | Propulsão                             | Serviço          | Serviço           | Serviço          | Serviço             |
| Navio        | Armas principais | Deslocamento | Propulsão                             | Batimento        | Lançamento        | Comissionamento  | Destino             |
| ------------ | ---------------- | ------------ | ------------------------------------- | ---------------- | ----------------- | ---------------- | ------------------- |
| SMS Zara     | 4 × 87 mm        | 846 t        | 2 motores compostos; 12 nós (23 km/h) | agosto de 1878   | novembro de 1879  | julho de 1882    | Desmontados em 1920 |
| SMS Spalato  | 4 × 87 mm        | 846 t        | 2 motores compostos; 12 nós (23 km/h) | setembro de 1878 | agosto de 1879    | setembro de 1881 | Desmontados em 1920 |
| SMS Sebenico | 4 × 87 mm        | 896 t        | 2 motores compostos; 12 nós (23 km/h) | novembro de 1880 | fevereiro de 1882 | dezembro de 1882 | Desmontados em 1920 |

### SMSLussin

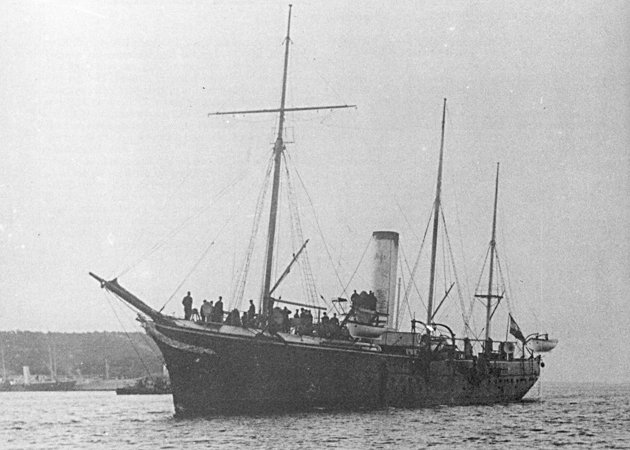
O SMS Lussin em 1894

Um quarto cruzador foi encomendado enquanto o Zara estava passando por testes marítimos. Seus predecessores foram usados como ponto de partida, porém o casco foi alongado a fim de incorporar linhas mais refinadas, melhorando a hidrodinâmica e permitindo a inclusão de maquinários mais poderosos. O SMS Lussin foi projetado para alcançar uma velocidade máxima de dezessete nós (31 quilômetros por hora), porém nunca conseguiu chegar nesse valor devido a problemas em seu sistema de propulsão; suas caldeiras não conseguiam produzir vapor suficiente e sua sala de máquinas era mau ventilada. Foi decidido na mesma época que o Lussin entrou em serviço que os próximos cruzadores torpedeiros seriam encomendados de estaleiros estrangeiros mais experientes.
O Lussin participou de um bloqueio internacional da Grécia em 1886 como parte de uma tentativa das Grandes Potências de impedir uma guerra entre a Grécia e o Império Otomano. Sua baixa velocidade máxima impediu que o navio fosse usado como planejado e ele passou a maior parte dos anos seguintes foram de serviço, tornando-se em um navio de treinamento em 1889. O Lussin teve participações limitadas nas manobras anuais de frota e ficou atracado em Teodo de 1903 a 1909, sendo então reconstruído como um iate de 1909 a 1913. Foi usado como alojamento flutuante durante a Primeira Guerra Mundial para tripulações alemães de u-boots em Pola. Ele foi tomado pela Itália depois do conflito e renomeado Sorrento, sendo modernizado e empregado como navio depósito para lanchas MAS, função que exerceu até 1928, quando foi desmontado.
| Navio      | Armas principais | Deslocamento | Propulsão                             | Serviço          | Serviço          | Serviço         | Serviço            |
| Navio      | Armas principais | Deslocamento | Propulsão                             | Batimento        | Lançamento       | Comissionamento | Destino            |
| ---------- | ---------------- | ------------ | ------------------------------------- | ---------------- | ---------------- | --------------- | ------------------ |
| SMS Lussin | 4 × 150 mm       | 1 122 t      | 2 motores compostos; 13 nós (24 km/h) | setembro de 1882 | dezembro de 1883 | julho de 1884   | Desmontado em 1928 |

### ClassePanther

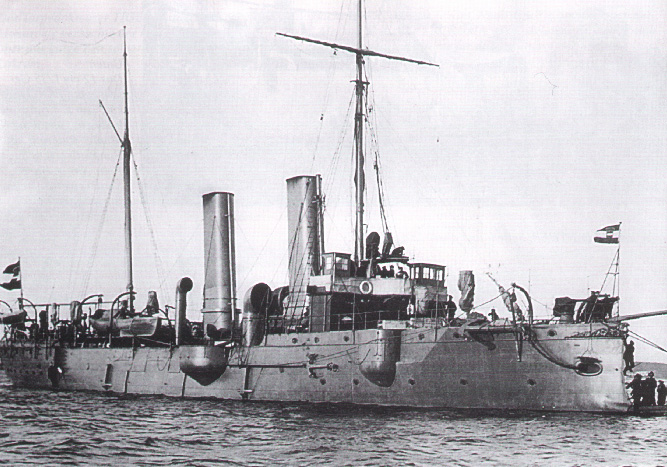
O SMS Panther em 1906

A Marinha Austro-Húngara era tecnologicamente atrasada em meados da década de 1880, resultado de uma escassez de orçamento crônica. A recusa do Conselho Imperial austríaco e da Dieta húngara em conceder orçamentos maiores forçou a marinha a continuar procurando métodos alternativos e mais baratos para proteger o litoral do país. Como os projetos da Classe Zara e do Lussin tinham sido fracassos, a marinha optou por encomendar dois novos cruzadores torpedeiros dos estaleiros britânicos da Armstrong Mitchell. Siegfried Popper, o principal arquiteto naval austro-húngaro, foi enviado para supervisionar o projeto e adquirir mais experiência. As embarcações da Classe Panther foram as primeiras da frota austro-húngara a descartar mastros com velas.
Os dois cruzadores foram adições de sucesso para a Marinha Austro-Húngara, operando junto com a frota principal durante seus primeiros anos de serviço, também realizando várias viagens de treinamento de longa distância. O SMS Panther fez um grande cruzeiro de treinamento pelo Oceano Pacífico em 1896, enquanto o SMS Leopard juntou-se a esquadra internacional no bloqueio de Creta no ano seguinte. Ambos realizaram várias viagens para a África e Ásia pela década seguinte, com um dos navios ficando estacionado na Ásia Oriental em qualquer momento entre 1907 e 1910. Eles serviram com o Grupo Especial de Defesa Litorânea na Primeira Guerra Mundial, com o Panther tendo bombardeado posições montenegrinas em 1916. Foram tomados pelo Reino Unido como prêmios de guerra ao final do conflito e desmontados na Itália em 1920.
| Navio       | Armas principais | Deslocamento | Propulsão                             | Serviço         | Serviço          | Serviço          | Serviço             |
| Navio       | Armas principais | Deslocamento | Propulsão                             | Batimento       | Lançamento       | Comissionamento  | Destino             |
| ----------- | ---------------- | ------------ | ------------------------------------- | --------------- | ---------------- | ---------------- | ------------------- |
| SMS Panther | 2 × 120 mm       | 1 730 t      | 2 motores compostos; 18 nós (33 km/h) | outubro de 1884 | junho de 1885    | dezembro de 1885 | Desmontados em 1920 |
| SMS Leopard | 2 × 120 mm       | 1 730 t      | 2 motores compostos; 18 nós (33 km/h) | janeiro de 1885 | setembro de 1885 | março de 1886    | Desmontados em 1920 |

### SMSTiger

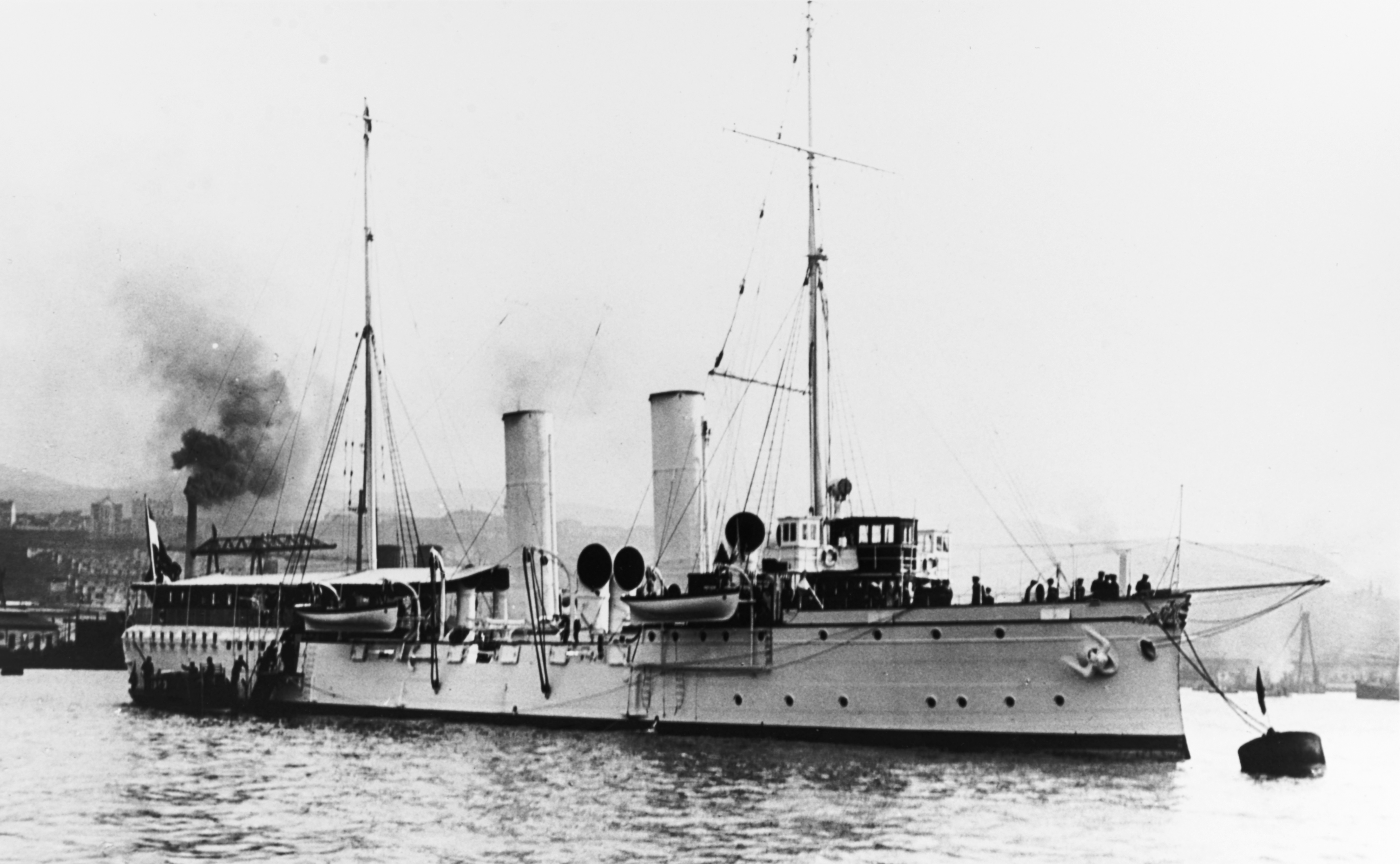
O SMS Lacroma, anteriormente Tiger

Com a experiência adquirida com a Classe Panther, a Marinha Austro-Húngara encomendou mais um cruzador torpedeiro para ser construído nacionalmente mais uma vez. Popper foi encarregado em 1885 de um projeto de uma embarcação baseada na Classe Panther, mas com pequenos melhoramentos. O casco foi alongado para incorporar linhas mais refinadas, o que deu ao navio uma velocidade máxima um pouco mais elevada que seus predecessores, apesar de ambos terem sido projetados nominalmente para alcançarem dezoito nós (33 quilômetros por hora). O armamento era o mesmo da Classe Panther, porém foi equipado com torpedos austro-húngaros de 350 milímetros, que eram ligeiramente menores que aqueles construídos pelos britânicos.
O SMS Tiger serviu com a frota nos seus primeiros anos de carreira e em 1890 realizou um cruzeiro pela Alemanha, Reino Unido e outros países do norte da Europa. Foi reformado em 1896 e participou do bloqueio de Creta em 1897. Foi convertido em um iate entre 1905 e 1906 e renomeado SMS Lacroma. Foi transformado em um alojamento flutuante em 1916 para tripulações alemãs de u-boots em Pola. Ao final da Primeira Guerra Mundial, a Marinha Austro-Húngara tentou transferir muitos de seus navios para o recém criado Estado dos Eslovenos, Croatas e Sérvios, incluindo o Lacroma, para que não fossem tomados pelos Aliados. Mesmo assim, a embarcação foi tomada pela Itália como prêmio de guerra e desmontada em 1920.
| Navio     | Armas principais | Deslocamento | Propulsão                             | Serviço         | Serviço       | Serviço         | Serviço            |
| Navio     | Armas principais | Deslocamento | Propulsão                             | Batimento       | Lançamento    | Comissionamento | Destino            |
| --------- | ---------------- | ------------ | ------------------------------------- | --------------- | ------------- | --------------- | ------------------ |
| SMS Tiger | 4 × 120 mm       | 1 707 t      | 2 motores compostos; 18 nós (33 km/h) | outubro de 1886 | junho de 1887 | março de 1888   | Desmontado em 1920 |

## Cruzadores protegidos

### ClasseKaiser Franz Joseph I

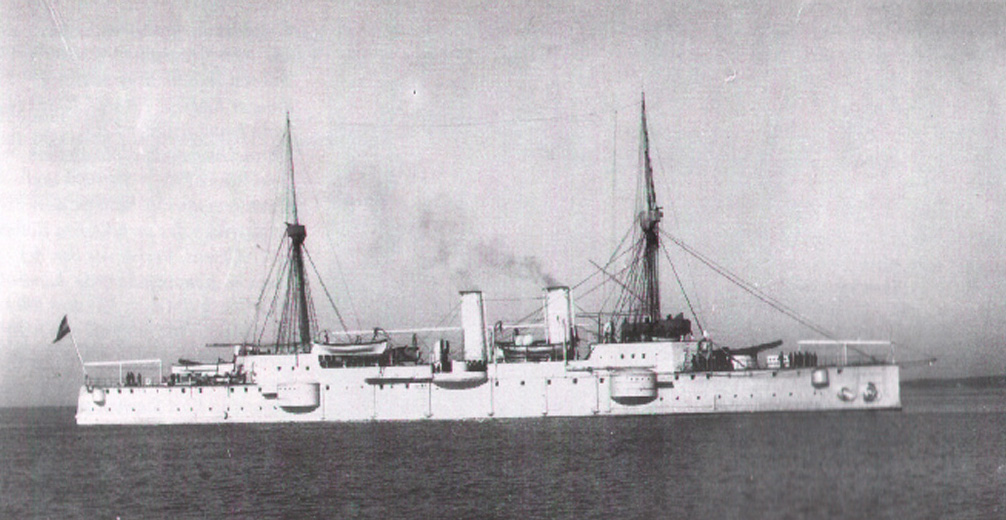
O SMS Kaiserin Elisabeth em 1906

A Marinha Austro-Húngara previu durante o processo de projeto da Classe Panther que embarcações maiores e com armas mais poderosas seriam necessárias no futuro. Os novos navios foram modelados a partir dos cruzadores protegidos italianos Giovanni Bausan e a Classe Etna. Os parlamentos austríaco e húngaro ficaram satisfeitos com o baixo custo e aprovaram dois cruzadores. A resultante Classe Kaiser Franz Joseph I era armada com dois canhões de 240 milímetros em barbetas abertas, assim como suas contrapartes italianas, a fim de permitir que enfrentassem navios capitais ao mesmo tempo que mantivessem a velocidade para operarem com os cruzadores torpedeiros. Entretanto, em serviço, as embarcações foram incapazes de realizar as funções para as quais haviam sido projetadas, assim um terceiro membro da classe, apesar de autorizado, nunca foi construído.
O SMS Kaiser Franz Joseph I serviu com a frota e realizou viagem pelo norte da Europa em 1890, enquanto o SMS Kaiserin Elisabeth fez uma viagem ao redor do mundo entre 1892 e 1893 com o arquiduque Francisco Fernando a bordo. Os dois navios visitaram a Alemanha para a inauguração do Canal Imperador Guilherme. O Kaiser Franz Joseph I foi para o extremo oriente em 1897 e participou da esquadra internacional de bloqueio a Creta, enquanto Kaiserin Elisabeth ajudou a suprimir a Levante dos Boxers em 1899. A Marinha Austro-Húngara depois disto manteve um dos navios na Ásia permanentemente. O Kaiserin Elisabeth estava no local no início da Primeira Guerra Mundial, sendo desarmado e deliberadamente afundado no Cerco de Tsingtao em 1914 para não ser capturado. O Kaiser Franz Joseph I atuou como navio de guarda nas Baía de Catáro até o início de 1918, quando foi transformado em alojamento flutuante. Afundou em 1919 e seus destroços foram desmontados em 1967.
| Navio                     | Armas principais | Deslocamento | Propulsão                                      | Serviço         | Serviço          | Serviço          | Serviço          |
| Navio                     | Armas principais | Deslocamento | Propulsão                                      | Batimento       | Lançamento       | Comissionamento  | Destino          |
| ------------------------- | ---------------- | ------------ | ---------------------------------------------- | --------------- | ---------------- | ---------------- | ---------------- |
| SMS Kaiser Franz Joseph I | 2 × 240 mm       | 4 494 t      | 2 motores de tripla-expansão; 19 nós (35 km/h) | janeiro de 1888 | maio de 1889     | julho de 1890    | Afundado em 1919 |
| SMS Kaiserin Elisabeth    | 2 × 240 mm       | 4 494 t      | 2 motores de tripla-expansão; 19 nós (35 km/h) | julho de 1888   | setembro de 1890 | novembro de 1892 | Afundado em 1914 |

### ClasseZenta

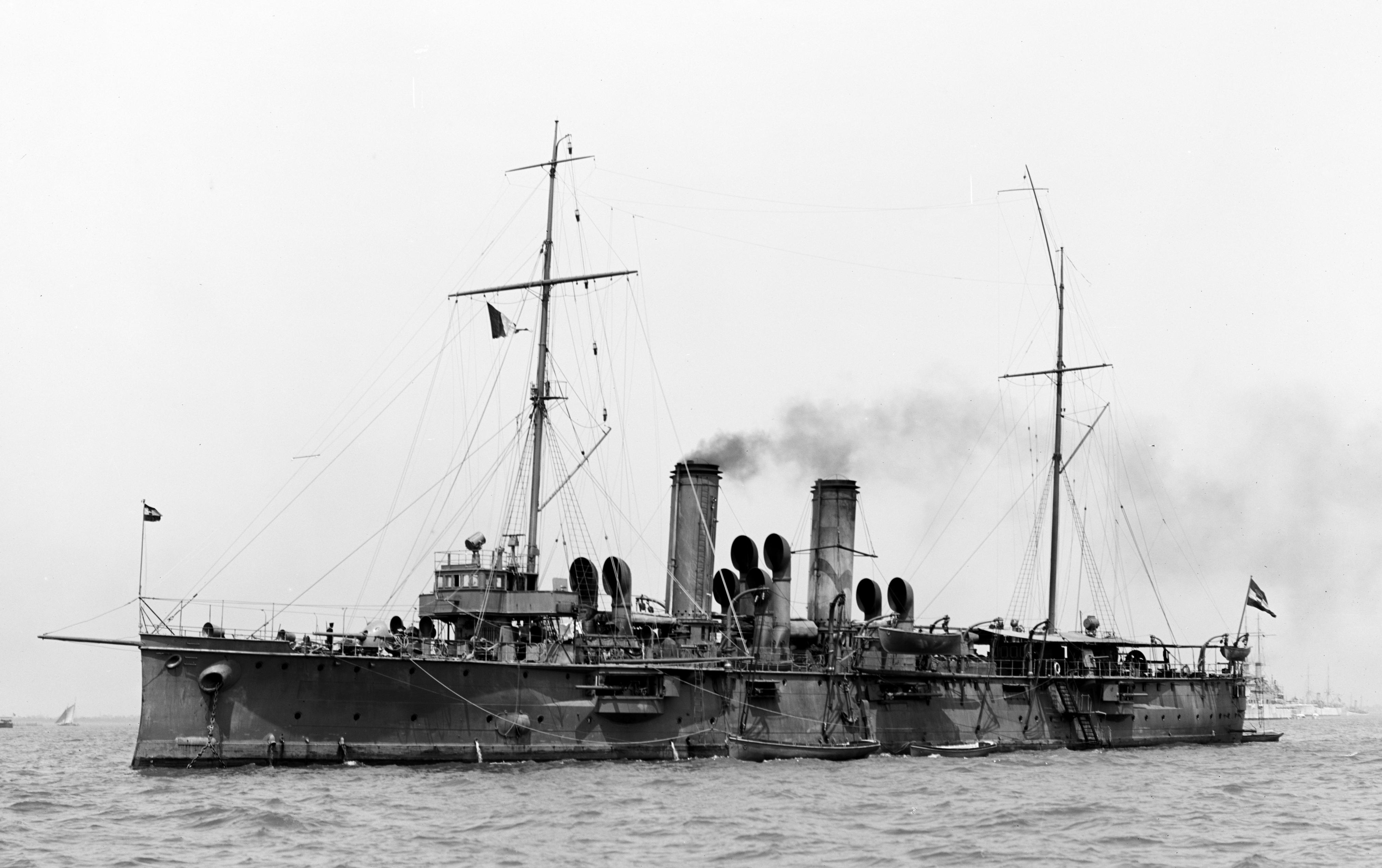
O SMS Aspern em 1907

A Marinha Austro-Húngara decidiu em 1895 construir novos cruzadores protegidos mais modernos. O comando naval decidiu que essas embarcações seriam menores e teriam a função de escoltar couraçados e protegê-los de ataques de barcos torpedeiros. A maior prioridade do projeto foi a velocidade, assim diferentes tipos de caldeiras foram consideradas até que aquelas do tipo Yarrow foram escolhidas. Seu sistema de propulsão composto por motores de tripla-expansão também foi instalado em uma nova configuração que permitiu que as embarcações alcançassem a desejada velocidade máxima de vinte nós (38 quilômetros por hora). Entretanto, devido ao rápido avanço da tecnologia naval no século XX, os navios da Classe Zenta logo ficaram completamente obsoletos.
O SMS Zenta e o SMS Aspern se envolveram no Levante dos Boxers entre 1899 e 1900, enquanto o SMS Szigetvár fez um cruzeiro pela América do Norte e África em 1902 e 1903. As embarcações pela década seguinte passaram a maior parte de seu tempo junto com a frota principal, ocasionalmente realizando viagens para outros países e outros continentes. O Zenta foi afundado logo no começo da Primeira Guerra Mundial por couraçados franceses na Batalha de Antivari. Por sua vez, o Aspern e o Szigetvár participaram de várias operações pelo restante do conflito, incluindo bombardeios contra Montenegro e ações em resposta a embarcações Aliadas no Mar Adriático. Ambos foram tirados de serviço em 1918 e transformados em alojamentos flutuantes em Pola. Eles foram entregues ao Reino Unido como prêmios de guerra e desmontados em 1920.
| Navio         | Armas principais | Deslocamento | Propulsão                                      | Serviço         | Serviço         | Serviço          | Serviço             |
| Navio         | Armas principais | Deslocamento | Propulsão                                      | Batimento       | Lançamento      | Comissionamento  | Destino             |
| ------------- | ---------------- | ------------ | ---------------------------------------------- | --------------- | --------------- | ---------------- | ------------------- |
| SMS Zenta     | 8 × 120 mm       | 2 543 t      | 2 motores de tripla-expansão; 20 nós (37 km/h) | agosto de 1896  | agosto de 1897  | maio de 1899     | Afundado em 1914    |
| SMS Aspern    | 8 × 120 mm       | 2 562 t      | 2 motores de tripla-expansão; 20 nós (37 km/h) | outubro de 1897 | maio de 1899    | maio de 1900     | Desmontados em 1920 |
| SMS Szigetvár | 8 × 120 mm       | 2 602 t      | 2 motores de tripla-expansão; 20 nós (37 km/h) | maio de 1899    | outubro de 1900 | setembro de 1901 | Desmontados em 1920 |

## Cruzadores blindados

### SMSKaiserin und Königin Maria Theresia

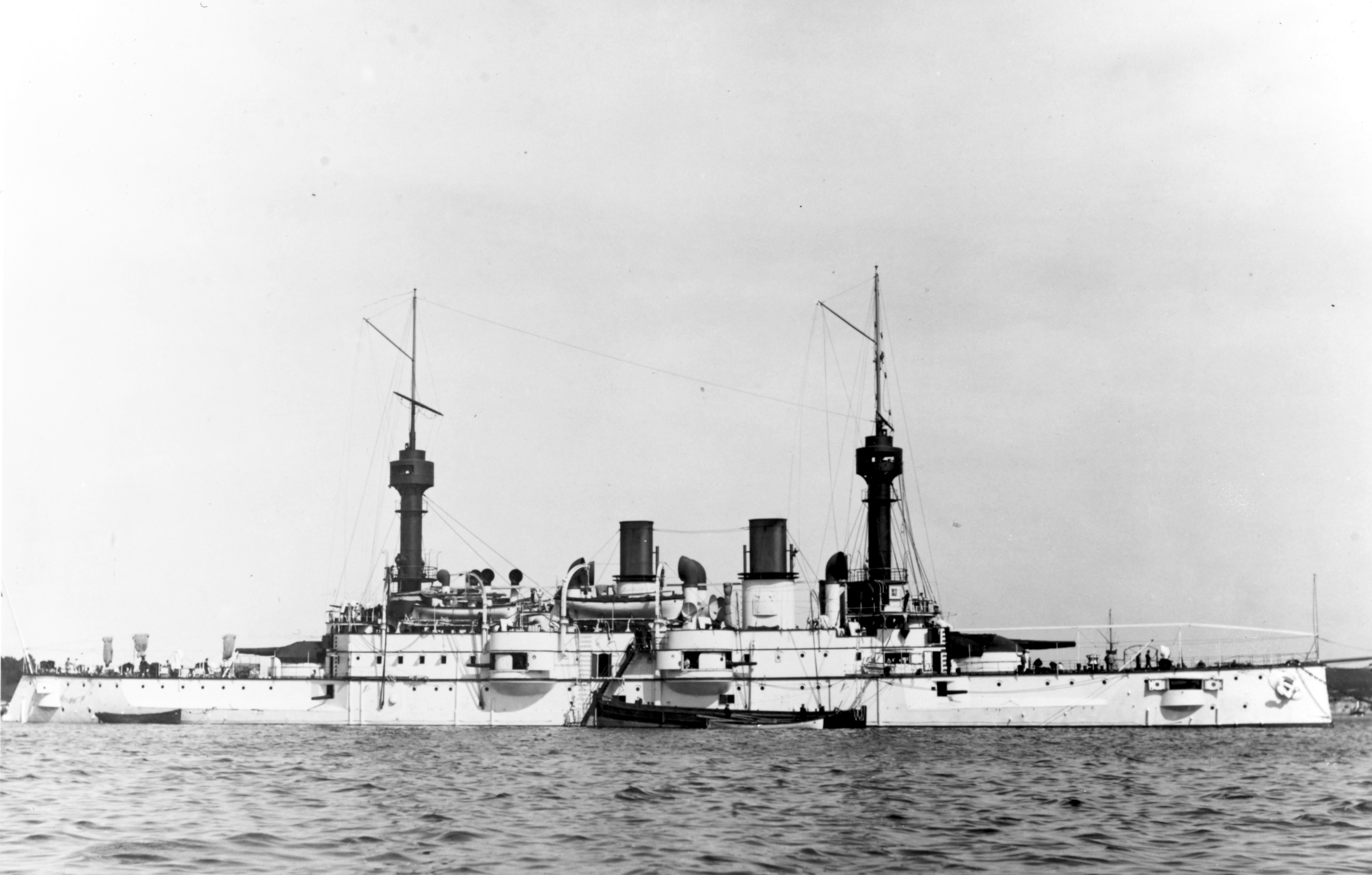
O SMS Kaiserin und Königin Maria Theresia c. 1898

A Marinha Austro-Húngara decidiu abandonar a doutrina de navios menores depois da Classe Kaiser Franz Joseph I e retornar para frotas tradicionais centradas em embarcações grandes e bem protegidas. O primeiro desses navios foi o cruzador blindado SMS Kaiserin und Königin Maria Theresia. Este tinha a intenção de desempenhar alguns dos papéis de um couraçado, pois os orçamentos cronicamente baixos impediam a construção dos navios capitais desejados. Projetos de cinco estaleiros britânicos foram encomendados, mas o contrato acabou sendo entregue para o nacional Stabilimento Tecnico Triestino. Ele originalmente seria armado com seis canhões de 150 milímetros, porém sua bateria principal foi aumentada para dois canhões de 240 milímetros.
O Kaiserin und Königin Maria Theresia passou seus primeiros anos de serviço realizando frequentes viagens para outros países, incluindo uma em 1895 para a Alemanha a fim de participar da inauguração do Canal Imperador Guilherme. Três anos depois ele foi enviado para Cuba durante a Guerra Hispano-Americana com o objetivo de evacuar cidadãos austro-húngaros do local; enquanto esteve lá, a embarcação quase foi atacada por navios de guerra dos Estados Unidos, que o confundiram com um cruzador blindado espanhol similarmente nomeado, o Infanta Maria Teresa. Depois disso participou da supressão do Levante dos Boxers na China. Ele atuou como navio de guarda em Sebenico na Primeira Guerra Mundial até 1916, quando se tornou um alojamento flutuante. Foi entregue ao Reino Unido como prêmio de guerra e desmontado em 1920.
| Navio                                   | Armas principais | Deslocamento | Propulsão                                      | Serviço       | Serviço       | Serviço          | Serviço            |
| Navio                                   | Armas principais | Deslocamento | Propulsão                                      | Batimento     | Lançamento    | Comissionamento  | Destino            |
| --------------------------------------- | ---------------- | ------------ | ---------------------------------------------- | ------------- | ------------- | ---------------- | ------------------ |
| SMS Kaiserin und Königin Maria Theresia | 2 × 240 mm       | 6 123 t      | 2 motores de tripla-expansão; 19 nós (35 km/h) | julho de 1891 | abril de 1893 | novembro de 1894 | Desmontado em 1920 |

### SMSKaiser Karl VI

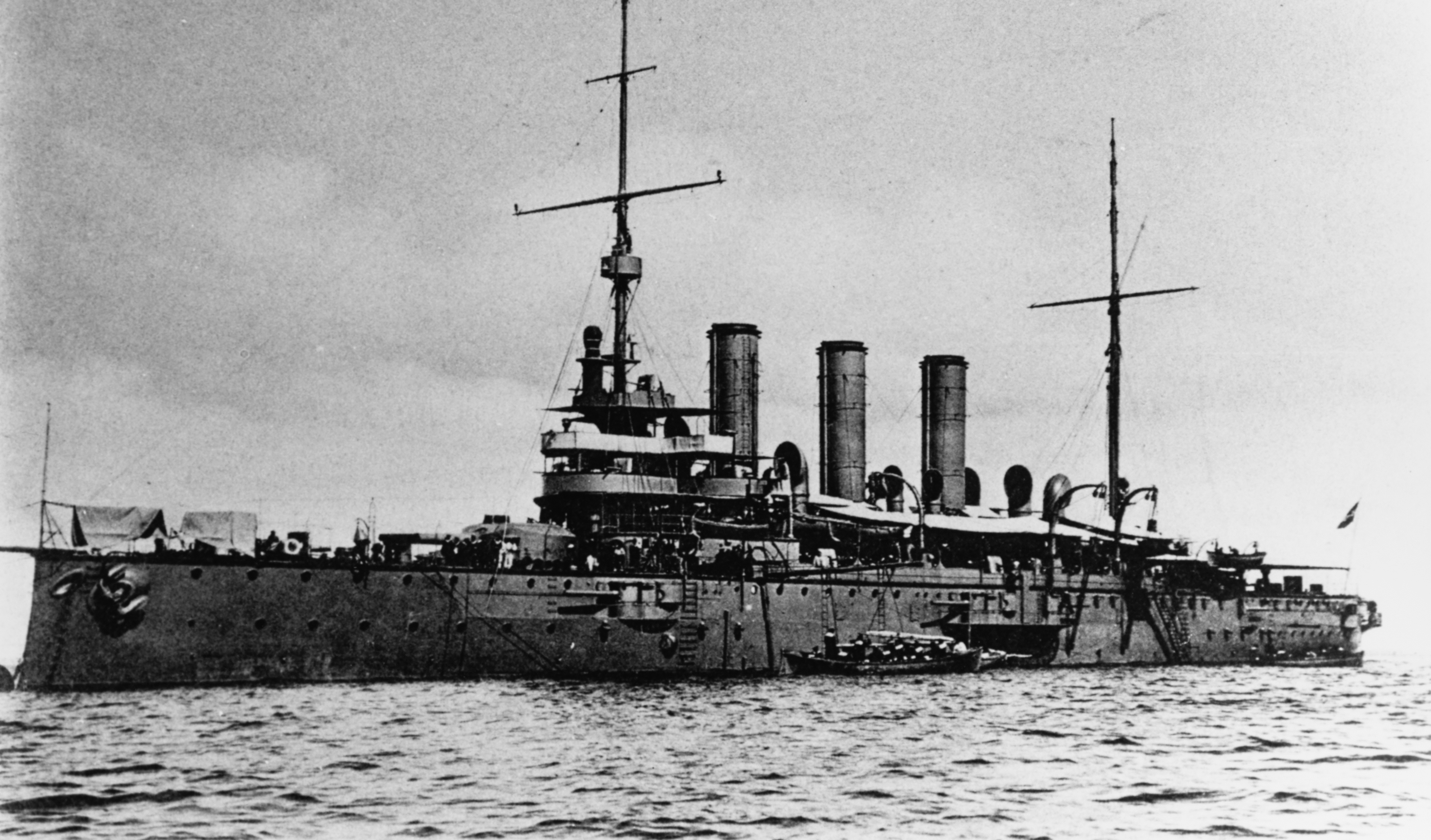
O SMS Kaiser Karl VI

O projeto do SMS Kaiser Karl VI foi muito baseado em seu predecessor, o Kaiserin und Königin Maria Theresia, com as principais alterações e melhoramentos envolvendo o fortalecimento da blindagem, a instalação de um novo modelo mais moderno do canhão de 240 milímetros e maquinários mais potentes que permitiram um aumento de um nó e meio na velocidade máxima. A intenção do novo cruzador era para que ele pudesse atuar como a peça central de sua própria esquadra junto com a frota de batalha principal.
O Kaiser Karl VI serviu junto com a frota principal durante a maior parte da sua carreira. Ele fez uma grande viagem para a América do Sul em 1910 para representar a Áustria-Hungria nas celebrações pelo centenário da independência da Argentina. A embarcação participou das defesas das Bocas de Cátaro durante a Primeira Guerra Mundial, incluindo um duelo de artilharia entre o cruzador e outros navios de guerra contra baterias de artilharia montenegrinas e francesas nos morros ao redor do porto. O Kaiser Karl VI esteve no centro de um motim no início de 1918 que culminou na execução de seus quatro líderes, com o navio sendo descomissionado e sua tripulação dispersada. Foi entregue ao Reino Unido como prêmio de guerra e desmontado na Itália em 1920.
| Navio              | Armas principais | Deslocamento | Propulsão                                      | Serviço       | Serviço         | Serviço         | Serviço            |
| Navio              | Armas principais | Deslocamento | Propulsão                                      | Batimento     | Lançamento      | Comissionamento | Destino            |
| ------------------ | ---------------- | ------------ | ---------------------------------------------- | ------------- | --------------- | --------------- | ------------------ |
| SMS Kaiser Karl VI | 2 × 240 mm       | 6 974 t      | 2 motores de tripla-expansão; 20 nós (37 km/h) | junho de 1896 | outubro de 1898 | maio de 1900    | Desmontado em 1920 |

### SMSSankt Georg

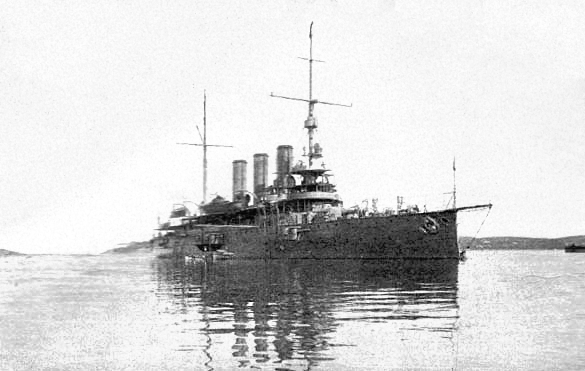
O SMS Sankt Georg em 1914

O projeto do SMS Sankt Georg foi o último de cruzadores blindados e representou mais uma versão aprimorada em relação às embarcações anteriores. O navio foi equipado com uma bateria secundária muito mais poderosa composta por cinco canhões de 190 milímetros que foram instalados no lugar de quatro canhões de 150 milímetros. O navio também recebeu um sistema de propulsão novo que permitiu que ele alcançasse uma velocidade máxima de mais de um nó acima daquela do Kaiser Karl VI.
O Sankt Georg passou a maior parte da sua carreira atuando com a frota principal. Visitou os Estados Unidos em 1907 com o Aspern. Na Primeira Guerra Mundial, ficou baseado em Cátaro junto dos cruzadores mais modernos da marinha, porém era muito lento para desempenhar um papel ativo nos ataques contra forças inimigas. Mesmo assim, partiu em maio de 1917 para resgatar os três cruzadores da Classe Novara na Batalha do Estreito de Otranto; sua presença forçou as embarcações britânicas e italianas na perseguição a recuarem. O Sankt Georg esteve envolvido no Motim de Cátaro no início de 1918, durante o qual seu capitão foi morto pelos amotinados. Foi descomissionado em seguida e entregue ao Reino Unido depois da guerra, sendo desmontado em 1920.
| Navio           | Armas principais | Deslocamento | Propulsão                                      | Serviço       | Serviço          | Serviço         | Serviço            |
| Navio           | Armas principais | Deslocamento | Propulsão                                      | Batimento     | Lançamento       | Comissionamento | Destino            |
| --------------- | ---------------- | ------------ | ---------------------------------------------- | ------------- | ---------------- | --------------- | ------------------ |
| SMS Sankt Georg | 2 × 240 mm       | 8 200 t      | 2 motores de tripla-expansão; 22 nós (41 km/h) | março de 1901 | dezembro de 1903 | julho de 1905   | Desmontado em 1920 |

## Cruzadores de reconhecimento

### SMSAdmiral Spaun

O Admiral Spaun

A Áustria-Hungria entrou em um breve hiato na construção de cruzadores no início do século XX, porém um novo projeto foi formalizado em 1906. O SMS Admiral Spaun foi pensado principalmente para missões de reconhecimento, devendo ser mais rápido que cruzadores contemporâneos e capaz de realizar missões de ataque rápidos ao mesmo tempo que ameaçava linhas de comunicação inimigas. Sua blindagem era levemente maior, o que forçou a adoção de um armamento menor. O projeto também incorporou turbinas a vapor, a primeira vez que esse sistema de propulsão foi instalado em uma embarcação da Marinha Austro-Húngara.
As turbinas do Admiral Spaun mostraram-se ser pouco confiáveis durante seu tempo em serviço, o que muito limitou a atuação do navio na Primeira Guerra Mundial. Sem um sistema de propulsão confiável, ele não foi capaz de se juntar à Classe Novara em ataques no Mar Adriático, porém ele acabou participando de operações de menor risco, como auxiliar a fuga dos cruzadores alemães SMS Goeben e SMS Breslau para o Império Otomano em 1914, o Bombardeio de Ancona em 1915 e dar cobertura para operações de estabelecimento de campos minados. O navio foi entregue ao Reino Unido como prêmio de guerra e foi desmontado em 1920.
| Navio             | Armas principais | Deslocamento | Propulsão                            | Serviço      | Serviço         | Serviço          | Serviço            |
| Navio             | Armas principais | Deslocamento | Propulsão                            | Batimento    | Lançamento      | Comissionamento  | Destino            |
| ----------------- | ---------------- | ------------ | ------------------------------------ | ------------ | --------------- | ---------------- | ------------------ |
| SMS Admiral Spaun | 7 × 100 mm       | 4 000 t      | 6 turbinas a vapor; 27 nós (50 km/h) | maio de 1908 | outubro de 1909 | novembro de 1910 | Desmontado em 1920 |

### ClasseNovara

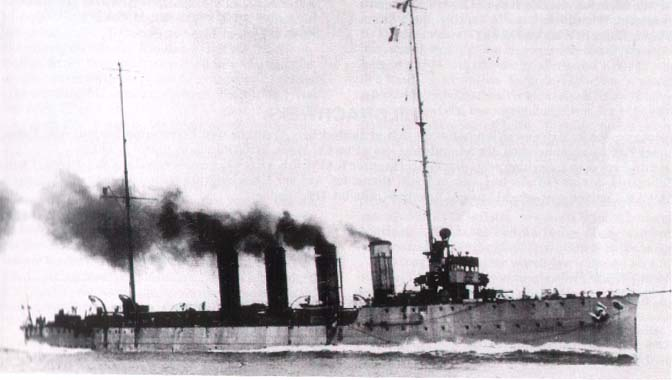
O SMS Helgoland

A Classe Novara foi desenvolvida a partir do Admiral Spaun, com ela tendo sido concebida para exercer as mesmas funções pensadas para seu predecessor. O principal melhoramento consistiu na adoção de turbinas a vapor mais poderosas que permitiram que um menor número de motores fosse instalado, o que por sua vez levou a uma economia de peso que foi usada para fortalecer a bateria principal. Essa economia de peso também possibilitou que a estrutura geral do casco fosse reforçada. Diferentemente do Admiral Spaun, as turbinas da Classe Novara eram confiáveis e podiam impulsionar as embarcações até velocidades elevadas.
Os cruzadores da Classe Novara atuaram como peças centrais da Marinha Austro-Húngara na Primeira Guerra Mundial, realizando vários ataques rápidos e operações contra forças inimigas no Mar Adriático. Isto culminou na Batalha do Estreito de Otranto em maio de 1917, o maior confronto naval da Campanha do Adriático durante a guerra. Depois do conflito, o SMS Saida e o SMS Helgoland foram entregues para a Itália e renomeados para Venezia e Brindisi, respectivamente, enquanto o SMS Novara foi entregue para a França e renomeado Thionville. Serviram com seus novos donos até o início da década de 1930, quando foram tirados de serviço e empregados em deveres secundários. Os navios italianos foram desmontados em 1937, mas o Thionville sobreviveu como alojamento flutuante até 1941, na Segunda Guerra Mundial, quando também foi desmontado.
| Navio         | Armas principais | Deslocamento | Propulsão                            | Serviço          | Serviço           | Serviço          | Serviço             |
| Navio         | Armas principais | Deslocamento | Propulsão                            | Batimento        | Lançamento        | Comissionamento  | Destino             |
| ------------- | ---------------- | ------------ | ------------------------------------ | ---------------- | ----------------- | ---------------- | ------------------- |
| SMS Saida     | 9 × 100 mm       | 4 081 t      | 2 turbinas a vapor; 27 nós (50 km/h) | setembro de 1911 | outubro de 1912   | agosto de 1914   | Desmontados em 1937 |
| SMS Helgoland | 9 × 100 mm       | 4 081 t      | 2 turbinas a vapor; 27 nós (50 km/h) | outubro de 1911  | novembro de 1912  | setembro de 1914 | Desmontados em 1937 |
| SMS Novara    | 9 × 100 mm       | 4 081 t      | 2 turbinas a vapor; 27 nós (50 km/h) | dezembro de 1912 | fevereiro de 1913 | janeiro de 1915  | Desmontado em 1941  |

## Cruzadores rápidos

### ClasseErsatz Zenta
À medida que as tensões na Europa cresceram no início da década de 1910 com a Guerra Ítalo-Turca e as Guerras dos Balcãs, a Marinha Austro-Húngara foi capaz de usar esse risco de guerra para convencer o governo a financiar um grande programa de construção para três novos cruzadores rápidos. Essa nova classe tinha a intenção de substituir a antiga Classe Zenta. Os novos navios foram baseados nas experiências adquiridas na Classe Novara, porém com uma ênfase maior nos armamentos, que seriam maiores e mais numerosos. O orçamento foi aprovado em 1914 e a construção da primeira embarcação programada para começar em julho, mas o começo da Primeira Guerra Mundial impediu o início das obras. Todos os projetos de construção naval foram suspensos em agosto para serem finalizados apenas depois do fim do conflito.
A Marinha Austro-Húngara pediu em dezembro de 1915 que o projeto fosse retrabalhado para incorporar as experiências de guerra adquiridas até então. O projeto foi alterado radicalmente, com os catorze canhões originais de 120 milímetros substituídos por dois canhões de 190 milímetros e por seis ou oito canhões de 150 milímetros, pois ações contra embarcações britânicas e francesas tinham mostrado que a arma menor não era suficientemente poderosa. O cinturão de blindagem também foi fortalecido para 150 milímetros. Entretanto, as construções nunca começaram, pois os trabalhadores que teriam construído os navios haviam sido convocados para o Exército Austro-Húngaro.
| Navio        | Armas principais | Deslocamento | Propulsão                            | Serviço   | Serviço    | Serviço         | Serviço    |
| Navio        | Armas principais | Deslocamento | Propulsão                            | Batimento | Lançamento | Comissionamento | Destino    |
| ------------ | ---------------- | ------------ | ------------------------------------ | --------- | ---------- | --------------- | ---------- |
| "Cruzador K" | 14 × 120 mm      | 5 701 t      | 2 turbinas a vapor; 30 nós (55 km/h) | —         | —          | —               | Cancelados |
| "Cruzador L" | 14 × 120 mm      | 5 701 t      | 2 turbinas a vapor; 30 nós (55 km/h) | —         | —          | —               | Cancelados |
| "Cruzador M" | 14 × 120 mm      | 5 701 t      | 2 turbinas a vapor; 30 nós (55 km/h) | —         | —          | —               | Cancelados |